# Dezinsekcija zrakoplovov
Dezinsekcija zrakoplovov je uporaba insekticida na mednarodnih poletih in v drugih zaprtih prostorih za nadzor nad insekti in boleznimi. Pogosto pride do zamenjave pojma dezinsekcije z dezinfekcijo, ki pomeni uničevanje mikrobov na površinah. Bolezni prenešene z insekti (vglavnem komarji) so bile prenešene na druga geografska območja, kjer prej niso bile poznane in so tam postale avtohtone. Bolezni kot so mrzlica denga, vročica chikungunya in virus zika so se razširile preko Tihega oceana in v obe Ameriki s pomočjo letalskih povezav. Primeri "letališke malarije", v katerih so živi komarji, prenašalci malarije, prišli z letalom na medcelinski letalski liniji in okužili ljudi v okolici letališča, se lahko z globalnim segrevanjem narastejo. 

Opredelitve v Mednarodnem zdravstvenem pravilniku (IZP) Svetovne zdravstvene organizacije so:
"Dezinfekcija" pomeni postopek, s katerim se sprejmejo zdravstveni ukrepi za nadzor ali ubijanje povzročiteljev okužb na telesu človeka ali živali ali v prtljagi, tovoru, zabojnikih, prevozu, blagu in poštnih pošiljkah z neposredno izpostavljenostjo kemičnim ali fizikalnim povzročiteljem.
„Dezinsekcija“ pomeni postopek, s katerim se sprejmejo zdravstveni ukrepi za nadzor ali uničenje prenašalcev insektov človeških bolezni, ki so prisotni v prtljagi, tovoru, zabojnikih, prevozu, blagu in poštnih pošiljkah.
Dezinsekcijo naloži IZP. Svetovna zdravstvena organizacija (SZO) priporoča d-fenotrin (2%) za razprševanje prostora in permetrin (2%) za preostalo dezinsekcijo. Po SZO uporaba obeh dezinsekticidov ni nevarna, če se uporablja v skladu z navodili. Dezinsekcija je eno od dveh ukrepov IZP za preprečevanje prenosa nalezljivih bolezni, drugi ukrep je cepljenje proti rumeni mrzlici.